# Abydos Facula
L'Abydos Facula è una struttura geologica della superficie di Ganimede.